# Expedição de Quevedo

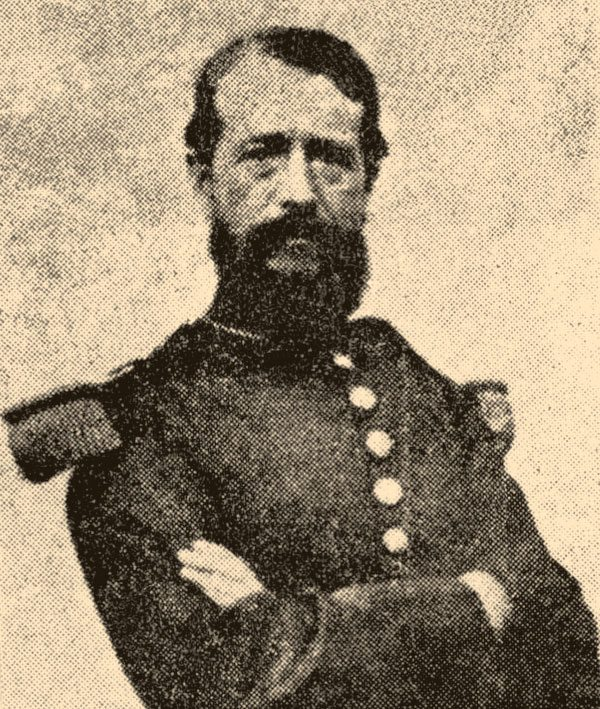
Quintín Quevedo.

A Expedição de Quevedo foi organizada a partir de Valparaíso por Quintín Quevedo para derrubar o governo de Agustín Morales na Bolívia em julho de 1872 por meio de um desembarque armado de insurgentes. A tentativa falhou, mas teve graves consequências nas relações entre Peru, Bolívia e Chile.

## Organização
Quando Agustín Morales derrubou Mariano Melgarejo, muitos dos partidários do falecido governante partiram para o Peru e o Chile. Entre eles estava o general Quintín Quevedo, que foi encarregado pelos exilados de organizar e equipar uma força capaz de desembarcar e ocupar Antofagasta e de lá marchar e assumir o governo de La Paz. Quevedo comprou as armas em Valparaíso, contratou os serviços do navio Tomé e preparou-se para zarpar.:355

## Bustillo exige medidas
Naquela época, o político boliviano Rafael Bustillo estava em Santiago e foi informado confidencialmente pelo ex-presidente peruano Manuel Pardo, exilado no Chile, que estava sendo preparado um levante contra seu governo. Bustillo exigiu do governo chileno, na pessoa de Adolfo Ibañez, medidas para impedir a intentona, o que foi feito. As armas foram apreendidas, 114 insurgentes foram presos e Quevedo foi avisado de que o governo não permitiria esta intervenção.:355
Apesar da advertência, os conspiradores continuaram o seu trabalho e conseguiram reorganizar a expedição com dois pequenos navios, o Paquete de Maule e o Vapor María Luisa (R.N. Burr e Gonzalo Bulnes mencionam o Paquete de los Vilos como um navio.:122), ainda sob o olhar atento de Bustillo. Bustillo exigiu mais uma vez a paragem da empreitada ao governo de Federico Errázuriz, que por sua vez informou ao representante boliviano que o intendente de Valparaíso, Francisco Echaurren Huidobro, havia inspecionado os navios e seus tripulantes sem encontrar armas ou planos.

## Desembarque em Antofagasta e desfecho
No dia 6 de agosto, porém, Quevedo conseguiu desembarcar em Antofagasta e tomar a praça, onde exigiu 10 mil bolivianos dos empresários da cidade como contribuição à rebelião. De lá embarcou para Tocopilla para marchar a pé até Cobija, onde estavam as tropas governamentais. Estas tropas, sob o comando de Ruperto Fernández, dirigiram-se para Mejillones de onde marchariam para Antofagasta, mas ao saberem que Quevedo estava em Tocopilla regressaram a Cobija de onde, por mar e por terra, se aproximaram de Tocopilla. No dia 22 de agosto ocorreu o combate entre as forças governistas e os insurgentes, que foram derrotados. Quevedo solicitou asilo na Corveta Esmeralda, comandada por Luis Lynch, ancorada na baía, e depois rumou ao Peru.:356

## Consequências
A tentativa não teve consequências para a política interna boliviana, mas repercutiu nas relações entre os três países que anos mais tarde seriam os beligerantes na Guerra do Pacífico. Após suas acusações e insinuações contra o governo chileno, Bustillo teve que deixar o Chile. A expedição interrompeu as negociações que levariam ao Acordo Lindsay-Corral, mas não conseguiu impedir um acordo, embora a Assembleia Boliviana posteriormente não tenha aprovado o tratado.
Temendo uma ocupação chilena de Antofagasta, a Bolívia assinou secretamente com o Peru o Tratado de Aliança Defensiva (Peru-Bolívia) que, após seu conhecimento público em 1879 durante a crise que antecedeu a guerra, foi interpretado pelo Chile como um tratado que impedia a existência pacífica das três nações.